# Свято-Сергиевский православный богословский институт
Свя́то-Се́ргиевский правосла́вный богосло́вский институ́т (сокращённо ССПБИ, фр. Institut de théologie orthodoxe Saint-Serge) — французское частное высшее учебное заведение в юрисдикции Архиепископии православных русских церквей в Западной Европе (Московский патриархат с 2019 года). Располагается на территории Сергиевского подворья в Париже.
Учреждён в 1925 году после второго съезда Русского студенческого христианского движения, став одним из духовных центров русской эмиграции.
Преподавание на очном отделении в настоящее время ведётся на французском языке. Помимо очных курсов, институт предлагает программы заочного и дистанционного образования всех уровней (лиценциат — магистратура — докторантура) на французском, русском и английском языках.

## История

### Создание
Первая попытка организовать православное богословское учебное заведение в Париже относится к 1921 году, когда были открыты «Высшие православные богословские курсы». Занятия происходили по вечерам в помещении Русской гимназии, на рю дю д-р Бланш. Лекторами выступали настоятель Александро-Невского храма протоиерей Иаков Смирнов (толкование апостольских посланий), протоиерей Николай Сахаров (догматическое богословие), профессор Антон Карташёв (введение в Новый Завет и История Церкви), Тихон Аметистов (патрология). Курсы продержались с февраля до лета 1921 года. Тогда же стали говорить о создании регулярной богословской школы, учитывая, что для этого в эмиграции было достаточно как богословских, так и вообще академических сил.
Летом 1922 года по инициативе секретаря РСХД Александра Никитина и Льва Липеровского было организовано совещание Джона Мотта и русских религиозных деятелей (в частности, Антона Карташёва и Василия Зеньковского) о создании высшей церковной школы для русской эмиграции. Для этой цели предлагалась Прага. Было намерение привлечь финансовую помощь Англиканской церкви, которая обещала таковую со своей стороны. Затем русские профессора пытались привлечь чехословацкие средства, тоже безуспешно. В результате митрополит Евлогий решил открыть академию в Париже, на что Мотт выделил 8000 долларов США. Материальную поддержку оказали также общественные организации Англии и США.
18 июля 1924 года была приобретена усадьба немецкого протестантского пастора Фридриха фон Бодельшвинга на рю де Кримэ, 93, в которой было открыто Сергиевское подворье и затем Богословский институт. В организации подворья и всего комплекса зданий активное участие принял Михаил Осоргин. Освящение храма подворья состоялось 1 марта 1925 года в Прощёное воскресенье.
Сразу после того как было принято решение открыть при Сергиевском подворье Богословский институт, кандидатов стали собирать со всей диаспоры. Их набралось около сотни. По финансовым причинам лишь 29 человек были оставлены при институте. 30 апреля 1925 года в институте был совершён молебен перед началом учения и проведён торжественный акт, на котором профессор Карташёв прочитал лекцию на тему «Критический анализ летописного повествования о миссионерской деятельности святого апостола Андрея Первозванного на Руси». Хотя до начала учебного года оставалось ещё несколько месяцев, было решено тут же начать уроки в форме подготовительных лекций. Эта дата стала официальной датой начала работы Богословского института.
Хотя по своей программе новое учебное заведение приближалось к духовной академии, но, тем не менее, было названо институтом: «Создавая высшую богословскую школу в эмигрантских условиях, устроители её были достаточно скромны; они не осмелились назвать её традиционным именем Духовной Академии и назвали её Богословским Институтом в память и в продолжение того Богословского Института, который просуществовал в 1919—1921 годах в Петрограде после закрытия советским правительством духовных Академий и всех богословских школ».
В профессорско-преподавательскую корпорацию института вошли профессор Антон Карташёв (кафедра церковной истории), протоиерей Сергий Булгаков (кафедра догматического богословия), протоиерей Георгий Флоровский (патрология), игумен Кассиан (Безобразов) (Священное Писание Нового Завета), Василий Зеньковский (философия), Георгий Федотов (история западных исповеданий, агиология), архимандрит Киприан (Керн) (пастырское богословие), Борис Вышеславцев (нравственное богословие), Николай Афанасьев (каноническое право), Владимир Ильин (литургика, философия), Евграф Ковалевский и Борис Сове (древние языки), иеромонах Лев (Жилле) (французский язык), монахиня Евдокия (Мещерякова-Куртен) (английский язык), Владимир Вейдле и Константин Мочульский.

### Институт в 1925—1945 годы
Осенью 1925 года, на съезде РСХД в Аржероне во Франции, был создан учредительный комитет, в состав вошли многие известные деятели русского зарубежья: Тихон Аметистов, Пол Андерсон, Аполлинарий Бутенев-Хрептович, Борис Васильчиков (председатель учредительного комитета), Пётр Вахрушев, каноник Перси Эльборо Тинлинг Виддингтон (благотворитель), митрополит Евлогий (Георгиевский), Н. Н. Глубоковский, архимандрит Иоанн (Леончуков), Антон Карташёв, Николай Каштанов, Евграф Ковалевский, Густав Кульманн, Дональд Лаури (благотворитель), диакон Лев Липеровский, Джон Мотт (благотворитель), Иоасаф Никаноров, Эммануил Нобель (благотворитель), Михаил Осоргин, великая княгиня Мария Павловна (благотворительница), протоиерей Георгий Спасский, Григорий Трубецкой, протопресвитер Стефан Цанков (благотворитель), Николай Шидловский.
Состав студентов в довоенные годы был достаточно пёстрым. Большинство из абитуриентов прежде не имели никакой богословской подготовки. В Институт приходилось принимать «…офицеров, шофёров… лиц самых разнообразных профессий и биографий». Количество желающих учиться всегда превышало количество мест, которые мог предоставить Институт. Так, в 1927 году из 45 желающих было принято 15, в 1928 — из 26 — 9, в 1929 — из 24 — 11. Первый выпуск по трехлетней программе состоялся в 1928 году — 15 выпускников, большинство из которых приступили к церковному служению. В 1929 году институт окончило 11 человек, в 1930 — так же 11. В 1925—1929 годы курс обучения в Институте составлял 3 года. В 1930 году в учебный план Института был введен дополнительный, четвёртый курс, посвященный специализации по отдельным наукам наиболее успевающих студентов, которые затем смогли бы посвятить себя богословской науке.
В 1935 году, когда Институт праздновал своё десятилетие, его основатель, митрополит Евлогий, дал ему право официально именоваться Свято-Сергиевской духовной академией, однако ввиду того, что учебное заведение было зарегистрирован Парижской Академией и признан ею как высшее учебное под названием Institut Saint de Theologie Orthodoxe а также получило известность как институт, название сохранилось. На 1936 год институт закончили 133 студента: 46 — из Франции, 23 — из Болгарии, 11 — из Польши, 4 — из Финляндии, 1 — из Литвы, 10 — из Югославии, 10 — из Эстонии, 2 — из Румынии, 1 — из США, 17 — из Чехословакии, 6 — из Латвии, 1 — из Германии; 52 студента были рукоположены в священный сан, а трое преподавали богословские науки (среди которых П. Т. Лютов и Б. И. Сове).
В 1939 году несмотря на начавшуюся войну было решено продолжать уроки для семнадцати студентов силами одиннадцати преподавателей. В материальном отношении военные годы были исключительно тяжёлыми, так как помимо общего кризиса институт потерял все финансовые пособия, ранее получаемые им от разных международных и заграничных организаций. Институт понёс большие человеческие потери: некоторые преподаватели и студенты были арестованы и высланы в концентрационные или трудовые лагеря в Германию, преподавателям Федотову и Афанасьеву пришлось эмигрировать. В середине 1944 года скончался Сергий Булгаков. Несмотря на тяжёлые условия, богословская деятельность института не затухает. В военное время были написаны известные труды архимандрита Киприана (Керна) «Евхаристия» и Василия Зеньковского «История Русской Философии». Великим Постом 1945 года в стенах института состоялась первая в его истории защита докторской диссертации — архимандрит Киприан представлял на соискание докторской степени свою работу «Антропология Святителя Григория Паламы». По воспоминаниям Иоанна Мейендорфа, «в военные годы студентов в Институте было немного, но это не уменьшало их энтузиазма и надежд на возрождение Православия».

### Институт в 1945—1960 годы
Хотя институт пережил войну, но его положение в первые послевоенные годы всё равно было тяжёлым. Экономика Франции находилась в тяжёлом кризисе: промышленное производство в сравнении с довоенным сократилось почти на 70 %, сельскохозяйственная продукция уменьшилась почти вдвое, а цены выросли в 6 раз. Средняя зарплата преподавателей института стала в 1,5-2 раза ниже, чем у французского рабочего. Выходом из этого положения явилась организация «товарных посылок» из США, которые собирались Обществом друзей Свято-Сергиевского богословского института. Они включали пищевые продукты, одежду и обувь. Такой формат помощи позволил заметно сократить расходы, потому что товары в США стоили в несколько раз дешевле, чем во Франции.
В эти годы к профессорско-преподавательской корпорации присоединились выпускники института: Алексий Князев (Ветхий Завет, Еврейский язык — выпуск 1943 года), Александр Шмеман (история Церкви — выпуск 1945 года), Иоанн Мейендорф (византология и патрология; выпуск 1949 года), Николай Осоргин (устав; выпуск 1950 года), Павел Евдокимов (нравственное богословие; выпуск 1928 года), Борис Бобринский (догматическое богословие; выпуск 1949 года). В этот же период стало уходить поколение основателей Свято-Сергиевского института. В 1946 года скончался его ректор митрополит Евлогий (Георгиевский) — вместо него ректором был назначен архимандрит Кассиан (Безобразов). Ушли из жизни Константин Мочульский (1948), Георгий Федотов (1951), Михаил Осоргин (1951), Борис Вышеславцев (1954). Существенной потерей для института стал отъезд в США в 1950—1951 годах протоиерея Георгия Флоровского и священников Александра Шмемана и Иоанна Мейендорфа. Все они стали преподавателями в Свято-Владимирской семинарии.
В послевоенный период Свято-Сергиевский институт стал общеправославным и международным учебным заведением, как по студенческому, так и по преподавательскому составу. В Институт, активно начали поступать православные студенты других национальностей: сербы, ливанцы, греки, а затем финны, американцы, африканцы и этнические французы, англичане, немцы, швейцарцы. При этом доля русских студентов неуклонно снижалась. Уже в 1956 году на Епархиальном Собрании отмечалось, что «из 30 студентов института — 20 иностранцев, но даже среди русских вряд ли все станут священниками».
В 1949 году Институт открыл Высшие Вечерние Женские Богословские Курсы, где читали лекции профессора Института. Курсы просуществовали до 1960 года.

### Институт в 1960—1990 годы
С уходом последних представителей старого поколения преподавателей — архимандрита Киприана (Керна) (1960), Антона Карташёва (1960), Василия Зеньковского (1962), Льва Зандер (1964), епископа Кассиана (Безобразова) (1965), протопресвитера Николя Афанасьева (1966) и Павла Евдокимова (1970) заканчивается период расцвета института. После смерти Кассиана (Безобразова) ректором становится протопресвитер Алексий Князев, возглавлявший Свято-Сергиевский институт до своей смерти в 1991 году.
В этот период профессорско-преподавательский состав института пополнили люди, вышедшие из французских и иностранных университетов: первый профессор-француз Оливье Клеман (нравственное богословие, история византийского богословия), иеромонах венгерского происхождения Гавриил (Патачи) (Византийское богословие; скончался в 1983), протоиерей Иоанн Брек, Николай Лосский (история Западной Церкви) и Дмитрий Шаховской (история Русской Церкви).
В 1970-е годы в институте начали преподавать женщины: Ксения Владимировна Куломзина (русский и славянский языки), Анна Бернардини-Готтиньи (философия и психология; скончалась в 1983 году) и Даница Лекко (греческий язык). Должность секретаря Института исполняла также женщина, Франс Будан, православная француженка, знающая русский язык. В 1973 году Институт был открыт девушкам-студенткам. Осенью 1976 года освящён интернат для студентов. В 1975-м году преподавание перешло на французский язык для студентов пропедевтического класса (1 ый год обучения) и в последствии для всех поступающих студентов. В 1982 году была открыта заочная форма обучения для получения степени бакалавра.
В 1970—1990 годы в Свято-Сергиевском институте уже не было столь яркого развития богословской науки, как в первой половине XX века. Не было изначального разнообразия богословских течений, что было обусловлено тем, что выпускники института, сменившие его основателей, представляли собой более однородный состав, чем тот, который был собран в стенах института при его создании.

### 1990—2018 годы
В 1991 году был введён новый устав, согласно которому ректор, декан и инспектор института избирались преподавательским советом и утверждались правящим архиереем. Должность ректора становилась почётной, а общее руководство институтом стал осуществлять декан. После крушения «железного занавеса» в Свято-Сергиевском институте стало учиться много студентов из Восточной Европы. В 1995 году начал действовать курс экстерната на русском языке, который был преобразован в русскоязычное заочное отделение института.
В 1999 году ректор института архиепископ Сергий (Коновалов) так охарактеризовал его: «После крупных светил философской и богословской мысли, многие из которых умерли в 40-50-е годы, остались их преемники, но даже похожего на тот уровень сегодня нет. Я бы сказал, что наш Богословский институт продолжает жить „на лаврах“. Сейчас делаются некоторые усилия: публикуются лекции довоенных профессоров на французском и на русском языках, в том числе и в Москве, в Свято-Тихоновском Институте. <…> из института редко выходят священники, а их у нас катастрофически не хватает. Но важно, что выпускники-богословы могут в диалоге с инославными со знанием дела защищать православную точку зрения. <…> У нас учится очень много румын, сербов, французов, арабов. Изредка студенты из Польши, России, Белоруссии, Украины. Обучение идёт полностью на французском языке. При институте есть заочные богословские курсы. Всего сейчас, вместе с докторантами, в институте обучается около 50 человек».
Преподаватели ССПБИ принимают участие в многочисленных экуменических акциях. ПБИ был одним из основателей Института высших экуменических исследований (l’Institut Supérieur d’Etudes Œcuméniques de Paris) при Католическом институте Парижа. В 2003 году Свято-Сергиевский богословский институт в Париже перешёл на болонскую академическую систему: бакалавр, магистр, доктор. До этой реформы, студенты учились по старой дореволюционной русской системе в течение не менее пяти лет, не получая диплома пока не прошли экзамены на степень кандидата по богословской науке.
В 2013 году Свято-Сергиевский Институт оказался на грани финансова банкротства. В заявлении декана института Николая Озолина, распространённом в июне 2013 года, говорилось, что институт уже несколько месяцев не в состоянии платить зарплату преподавателям и сотрудникам.
27 февраля 2014 года институт заключил соглашение о сотрудничестве с Российским православным университетом.
5 ноября 2014 года скончался профессор Николай Осоргин, сын одних из основателей института, более 50 лет преподававший в институте.
В июне 2015 года профессорско-преподавательская корпорация института объявила о возможном моратории на преподавательскую деятельность института в 2015/2016 годах из-за разногласий с архиепископом Иовом (Гечей)

### С 2019 года
27 ноября 2018 года синод Константинопольской церкви принял решение об упразднении архиепископии русский церквей в Западной Европе и интеграции её приходов «в различные святые митрополии Патриархата». После чего 28 ноября появилось заявление от имени Института о признании данного решения и переходе в Галльскую митрополию Константинопольского патриархата. Тем не менее, согласно сведениям Сергея Бычкова, в начале октября 2019 года «ректор Свято-Сергиевского богословского института протоиерей Николай Чернокрак безоговорочно принял сторону владыки Иоанна». Последнее подтверждалось также сообщением семи членов Совета архиепископии, опубликованном 11 октября на сайте Галльской митрополии. По словам вице‑президента Центра политических технологий Алексея Макаркина: «Свято‑Сергиевский институт — это бренд, который грекам был не очень интересен. Для них имена Зеньковского, Булгакова, Флоровского не столь великие. А в современной Русской церкви появилась тенденция возвращения к традициям Собора 1917—1918 годов. Демонстративная реакционность некоторых священников — на самом деле ответ на травму 1990‑х годов, когда храмы стали возвращать, а великая страна распалась. И альтернативой ей может стать как раз эта традиция, хранителем которой сегодня является архиепископия».
В начале 2020 года учительский совет и попечительский совет договорились о предстоящем возвращении Сергиевского института в его историческое имение одноимённый «холм Святого Сергия» на улице де Криме (Крымской улице), 93 где заканчивались работы по капитальному ремонту. Совет архиепископии приветствовал этот проект. После трёхлетнего отсутствия из-за необходимости проведения крупных работ и его установки в помещениях, предоставленных ему протестантским институтом в Париже, институт решил вернуться на холм Святого Сергия уже в сентябре 2020 года с началом следующего учебного года. В декабре 2020 года митрополит Иоанн (Реннето) писал: «Я с удовлетворением отмечаю, что, несмотря на трудности, институт продолжает свою миссию и возрождается, что он остаётся сегодня, под покровительством преподобного Сергия Радонежского, центром размышлений и богословской подготовки, необходимой для православного свидетельства во Франции и Западной Европе, а также для будущего нашей Архиепископии».

## Руководство
С 1991 года ректором института по должности является глава западноевропейского экзархата Русских приходов, фактически же институтом руководит декан.

### Ректоры института
1. Митрополит Евлогий (Георгиевский) (1925—1946)
2. Митрополит Владимир (Тихоницкий) (1946—1947)
3. Епископ Кассиан (Безобразов) (1947 — 4 февраля 1965)
4. Протопресвитер Алексий Князев (1965 — 8 февраля 1991)
5. Архиепископ Георгий (Вагнер) (12 февраля 1991 — 6 апреля 1993)
6. Архиепископ Сергий (Коновалов) (27 июня 1993 — 22 января 2003)
7. Архиепископ Гавриил (де Вильдер) (22 января 2003 — 16 января 2013)
8. Митрополит Эммануил (Адамакис) (16 января — 2 ноября 2013)[30]
9. Архиепископ Иов (Геча) (30 ноября 2013 — 29 ноября 2015)
10. Митрополит Иоанн (Реннето) (с 28 ноября 2015)[31]

### Инспекторы
- Вениамин (Федченков) (1925—1926)
- Сергий Булгаков (1926—1944)

### Деканы
- протопресвитер Борис Бобринский (1993 — 16 декабря 2005)
- иеромонах Иов (Геча) (16 декабря 2005 — декабрь 2007)
- протоиерей Николай Чернокрак (14 декабря 2007 — 1 сентября 2012)
- протоиерей Николай Озолин (1 сентября 2012 — 31 августа 2014)
- протоиерей Николай Чернокрак (1 сентября 2014 — 1 июля 2021)
- Мишель Ставру[вд] (с 15 июня 2021)